# 永田陣屋
座標: 北緯35度54分20.2秒 東経139度34分25.5秒 / 北緯35.905611度 東経139.573750度
永田陣屋（ながたじんや）は、埼玉県さいたま市西区土屋にある陣屋跡。跡地は埼玉県選定重要遺跡に選定され、現存する遺構である長屋門および簓子塀（ささらこべい）が、さいたま市指定有形文化財（建造物）に指定されている。

## 歴史
江戸時代初期に伊奈忠次が荒川改修・新田開発の拠点として土屋に陣屋を築いたのが始まりである。陣屋は築かれた後、家臣の永田氏が拝領した。長屋門と築地堀は江戸時代後期の築造とされている。

## 遺構
郊外に位置しており、さいたま市の市街化の波も軽微であったため、外周を囲む水堀含め、良好な状態で保存されている。昭和時代には長屋門が時代劇の撮影に使われた。
現在も敷地内には永田氏の子孫が居住しており、住居及び医院となっている。遺構は「永田陣屋跡」として1969年（昭和44年）10月1日に埼玉県選定重要遺跡に選定されている。また「永田家長屋門及び簓子塀」は、1999年（平成11年）4月1日にさいたま市指定有形文化財に指定された。